# Viminol
El Viminol (nombre comercial Dividol) es un analgésico opioide desarrollado por un equipo de la compañía farmacéutica Zambon en la década de 1960.  El viminol se basa en la estructura del α-pirril-2-aminoetanol, a diferencia de cualquier otra clase de opioides.

El viminol tiene efectos antitusivos y analgésicos. Tiene efectos adicionales similares a otros opiáceos, como la sedación y la euforia. Tiene seis estereoisómeros diferentes que tienen propiedades variables. Cuatro están inactivos, pero el isómero 1S- (R, R) -disecbutilo es un agonista completo μ opioide aproximadamente 5,5 veces más potente que la morfina y el isómero 1S- (D, S) -disecbutilo es un antagonista. Dado que viminol se suministra como una mezcla racémica de isómeros, el efecto general es un perfil mixto agonista-antagonista similar al de los opioides como la pentazocina, aunque con menos efectos secundarios.

## Efectos secundarios
Los efectos secundarios son similares a otros opioides y pueden incluir:
- Comezón
- Náusea
- Sedación
- Depresión respiratoria que puede ser potencialmente mortal.

Sin embargo, dado que el viminol se suministra como una mezcla racémica de isómeros agonistas y antagonistas, el abuso y la depresión respiratoria tienden a ser menores que la de los fármacos agonistas μ-opioides.